# Jämtlandskalksten

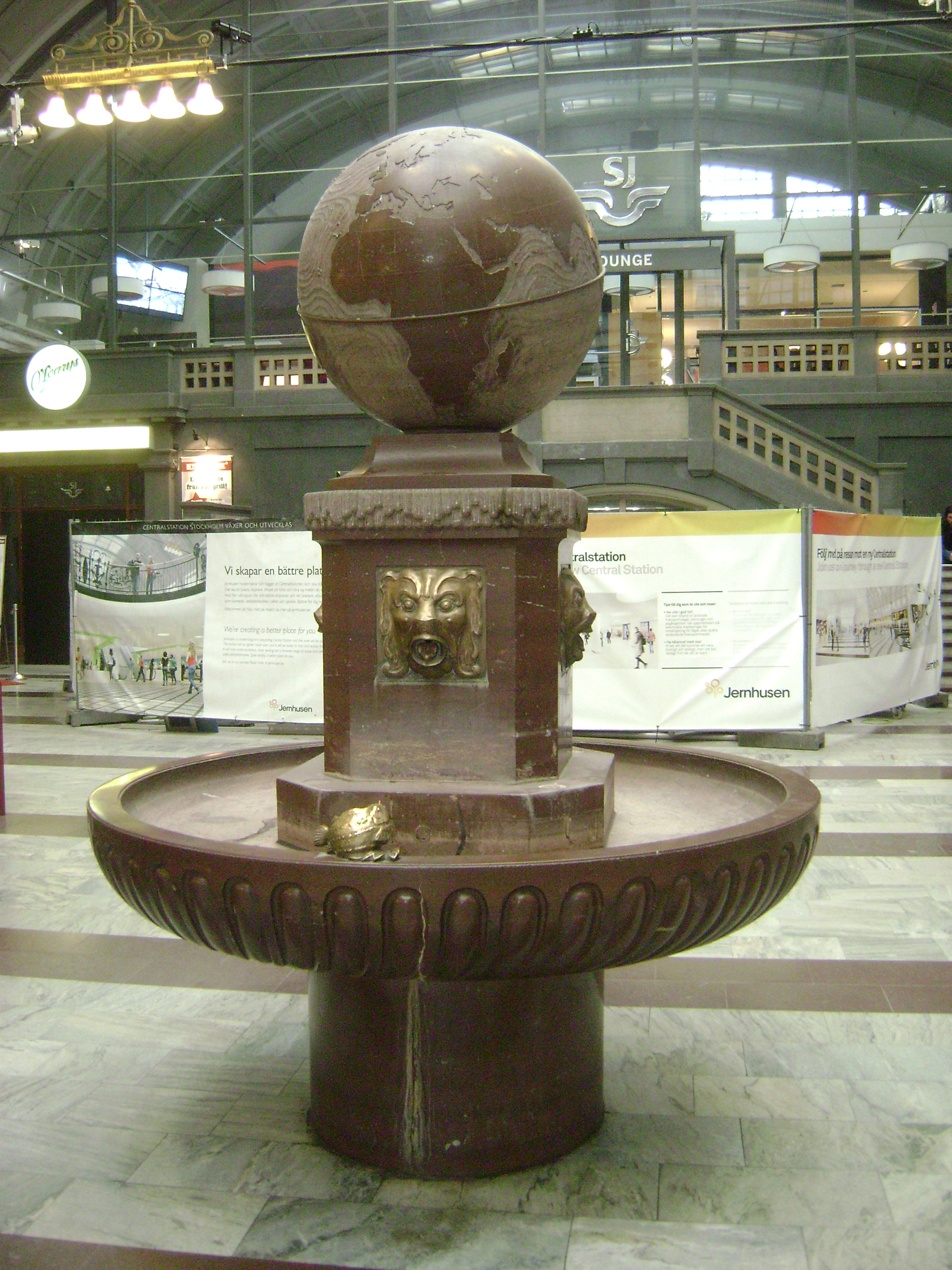
Dricksvattenfontänen på Stockholms centralstation i röd jämtlandskalksten, ritad av Folke Zettervall och troligen utförd av Ansgar Almquist

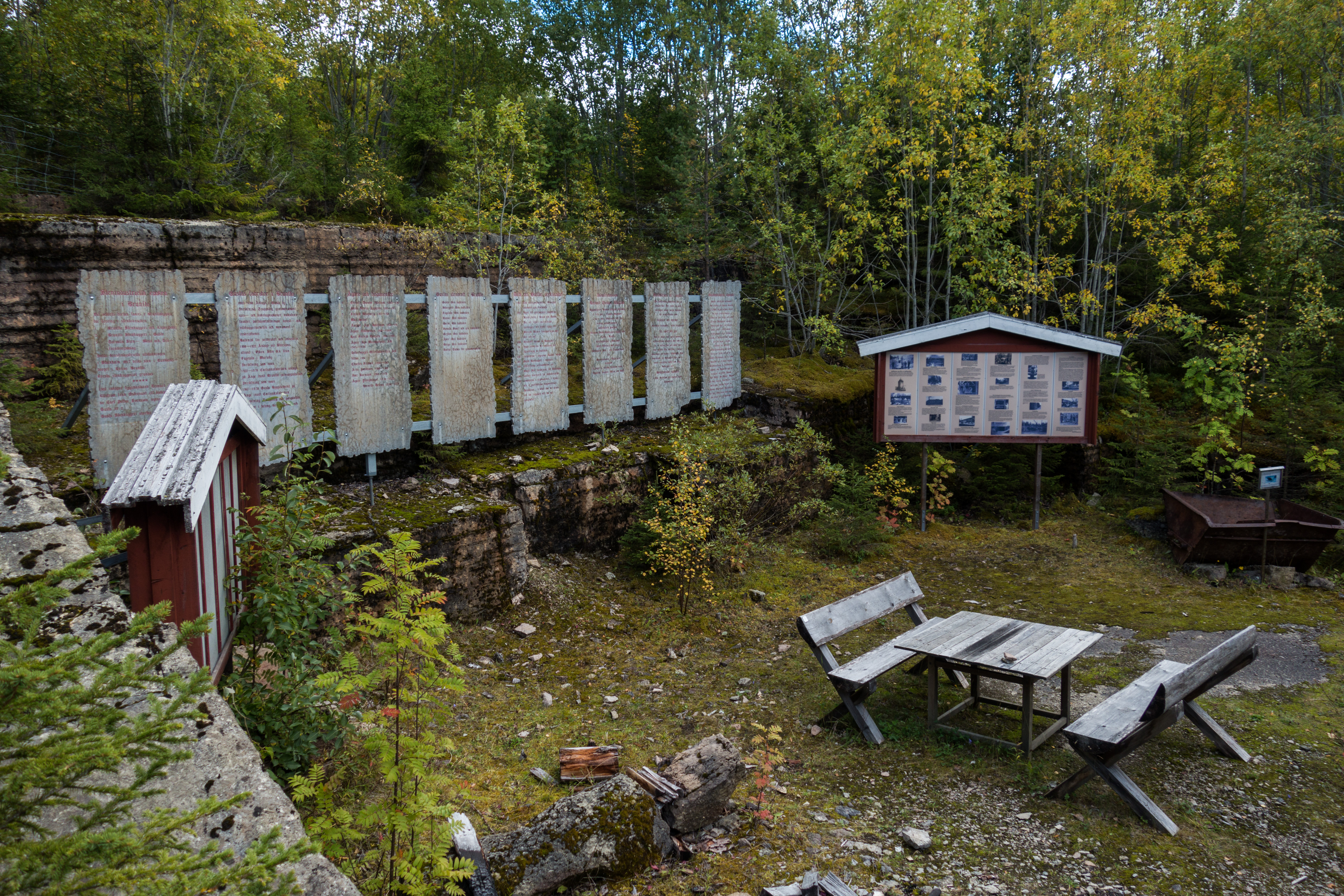
Gusta stenmuseum i Brunflo

Jämtlandskalksten, eller Gustakalksten, är en svensk kalksten som bryts i Jämtland. Den är vanligen grå, men finns också i röda och svarta kulörer och används framför allt som mark- och golvbeläggning och som beklädnadssten. Tidigare har den också används som råmaterial för bränd kalk och som insatsmaterial vid cellulosa- och ståltillverkning.
Kalksten har historiskt brutits i det jämtländska kalkstensområdet, framför allt i Storsjöbygden. Brytning i stor skala har i Brunflo i Östersunds kommun från 1903 av AB Gusta Stenförädlingsverk. Det största var stenbrottet i Södergård. Den sista stora leveransen av sten till fasad och trappor skedde till Storsjöteatern i Östersund, som blev klar 1978.
Brytning i Brunflo sker åter sedan 2001 av Dala Sten AB   med en produktionsvolym på omkring 1.200 kubikmeter per år samt av AB Jämtlandskalksten, ett dotterbolag till Ölands Stenförädling AB.
Gusta stenmuseum i Gusta stenbrott i Vamsta, öppnat 2002,  sköts av Brunflo hembygdsförening.

## Platser för brytning, merparten för bränning
- Brunflo (från 1903)
- Marieby (1894–till nutid, så småningom sporadiskt)
- Tandsbyn (1890–1908, 1916–1919)
- Mattmar (kalkbruk början av 1900-talet–1958)
- Åse (1880–1905)
- Offerdal (Stenbrottet i Könsta 1903–1930-talet, stenbrottet i Berge 1930-talet–1950-talet)
- Kluk (1920-talet–1970)

## Objekt i röd jämtlandskalksten
- Dricksvattenfontänen på Stockholms centralstation är skapad av röd jämtlandskalksten.
- Golvbeläggning, receptionsdisk och stendetaljerna på väggar och pelare i Nobel Forum i Solna